# 吉祥寺 (岩手県大槌町)
吉祥寺（きっしょうじ）は、岩手県上閉伊郡大槌町にある曹洞宗の寺院。山号は虎龍山。

## 概要
1615年（元和元年）、宮古市津軽石の瑞雲寺・一機文朔によって創建された。約100年後の1716年（享保元年）、当地の豪商・前川善兵衛三代助友によって現在地に移転された。山門を始め、本堂・開山堂・鐘楼・東司・浴司・地蔵堂寺等の諸堂が同五代富能までの長期間にかけて造営された。
しかし1909年（明治42年）の火事によって山門・土蔵以外の悉くを消失した。1948年（昭和23年）に本堂再建に着工したが、完成は1975年（昭和50年）と相当の年月を要した。

## 天然記念物
境内にあるイチョウがかつて町から天然記念物指定を受けていたが、樹勢判断の結果、腐朽菌による腐朽が進行しており倒木の恐れがあることから指定を解除された。

## 現地情報

### 所在地
- 岩手県上閉伊郡大槌町吉里吉里4丁目4-7

### 交通アクセス
- 三陸鉄道リアス線吉里吉里駅より徒歩10分
- 三陸縦貫自動車道大槌ICより車で10分

### 周辺
- 吉里吉里善兵衛歴代の墓